# Championnat d'Islande de football 1987
Navigation
Saison précédente Saison suivante
La saison 1987 du Championnat d'Islande de football était la 76e édition de la première division islandaise. Les 10 clubs jouent les uns contre les autres lors de rencontres disputées en matchs aller et retour.
Le Fram Reykjavik, tenant du titre, a tenté de le conserver face aux neuf meilleurs clubs du pays. Cette saison voit les débuts du club de Völsungur Húsavík en première division islandaise.
C'est le Valur Reykjavik qui termine en tête du championnat et remporte le 19e titre de champion d'Islande de son histoire.
En bas de classement, le FH Hafnarfjörður et le Víðir Garður terminent aux deux dernières places du classement et sont relégués en 2. Deild.

## Les 10 clubs participants
| \| Reykjavik : · Valur - KR - Fram Akureyri : · þor - KA ÍA Akranes ÍBK Keflavík Víðir Garður FH Hafnarfjörður Völsungur Húsavík \| Clubs participants |
| Reykjavik : · Valur - KR - Fram Akureyri : · þor - KA ÍA Akranes ÍBK Keflavík Víðir Garður FH Hafnarfjörður Völsungur Húsavík                          |

| Club              | Classement 1986 | Stade            | Ville         |
| ----------------- | --------------- | ---------------- | ------------- |
| ÍA Akranes        | 3               | Akranesvöllur    | Akranes       |
| Fram Reykjavik    | 1               | Laugardalsvöllur | Reykjavik     |
| FH Hafnarfjörður  | 8               | Kaplakriki       | Hafnarfjörður |
| ÍBK Keflavík      | 5               | Keflavíkurvöllur | Keflavík      |
| KA Akureyri       | 2. Deild        | Akureyrarvöllur  | Akureyri      |
| KR Reykjavik      | 4               | KR-völlur        | Reykjavik     |
| þor Akureyri      | 6               | Akureyrarvöllur  | Akureyri      |
| Valur Reykjavik   | 2               | Laugardalsvöllur | Reykjavik     |
| Víðir Garður      | 7               | Garðsvöllur      | Garður        |
| Völsungur Húsavík | 2. Deild        | Húsavíkurvöllur  | Húsavík       |

## Compétition

### Classement
Le barème de points servant à établir le classement se décompose ainsi :
- Victoire : 3 points
- Match nul : 1 point
- Défaite : 0 point

| Rang | Équipe              | Pts | J  | G  | N | P  | Bp | Bc | Diff |
| ---- | ------------------- | --- | -- | -- | - | -- | -- | -- | ---- |
| 1    | Valur Reykjavik     | 37  | 18 | 10 | 7 | 1  | 30 | 10 | +20  |
| 2    | Fram Reykjavik T C  | 32  | 18 | 9  | 5 | 4  | 33 | 21 | +12  |
| 3    | ÍA Akranes          | 30  | 18 | 9  | 3 | 6  | 36 | 30 | +6   |
| 4    | Þor Akureyri        | 29  | 18 | 9  | 2 | 7  | 33 | 33 | 0    |
| 5    | KR Reykjavik        | 25  | 18 | 7  | 4 | 7  | 28 | 22 | +6   |
| 6    | KA Akureyri P       | 21  | 18 | 5  | 6 | 7  | 18 | 17 | +1   |
| 7    | ÍBK Keflavík        | 21  | 18 | 5  | 6 | 7  | 22 | 30 | -8   |
| 8    | Völsungur Húsavík P | 17  | 18 | 4  | 5 | 9  | 20 | 32 | -12  |
| 9    | Víðir Garður        | 17  | 18 | 3  | 8 | 7  | 20 | 33 | -13  |
| 10   | FH Hafnarfjörður    | 16  | 18 | 4  | 4 | 10 | 22 | 34 | -12  |

|  | Qualifié pour la Coupe d'Europe des clubs champions 1988-1989 |
|  | Qualifié pour la Coupe des Coupes 1988-1989                   |
|  | Qualifié pour la Coupe UEFA 1988-1989                         |
|  | Relégation en 2. Deild                                        |

### Matchs
| Résultats (▼dom., ►ext.)                                   | þor | Val | KR  | Völs | Kefl | Fram | Akr | KA  | Hafn | Garð |
| Þor Akureyri                                               |     | 0-3 | 3-1 | 0-1  | 2-2  | 4-1  | 2-1 | 1-1 | 4-2  | 5-0  |
| Valur Reykjavik                                            | 2-0 |     | 1-1 | 0-0  | 7-1  | 0-0  | 2-1 | 2-1 | 1-1  | 1-1  |
| KR Reykjavik                                               | 5-0 | 0-2 |     | 2-0  | 0-1  | 3-2  | 2-3 | 2-0 | 3-0  | 1-1  |
| Völsungur Húsavík                                          | 0-1 | 0-0 | 1-3 |      | 2-4  | 1-2  | 1-2 | 1-3 | 4-1  | 0-0  |
| ÍBK Keflavík                                               | 2-0 | 1-2 | 1-1 | 0-1  |      | 0-2  | 2-5 | 1-1 | 1-0  | 0-0  |
| Fram Reykjavik                                             | 1-3 | 1-0 | 1-1 | 6-0  | 0-0  |      | 4-4 | 0-1 | 2-1  | 3-1  |
| ÍA Akranes                                                 | 5-2 | 0-2 | 2-1 | 2-1  | 4-2  | 1-3  |     | 1-0 | 1-2  | 3-4  |
| KA Akureyri                                                | 1-2 | 0-1 | 0-1 | 1-1  | 0-0  | 0-3  | 0-0 |     | 2-1  | 6-0  |
| FH Hafnarfjörður                                           | 4-1 | 1-3 | 2-1 | 3-3  | 2-1  | 0-1  | 0-1 | 0-0 |      | 0-0  |
| Víðir Garður                                               | 1-3 | 1-1 | 2-0 | 2-3  | 1-3  | 1-1  | 0-0 | 0-1 | 5-2  |      |
| - Victoire à domicile - Match nul - Victoire à l'extérieur |     |     |     |      |      |      |     |     |      |      |

## Bilan de la saison
| Tableau d'Honneur                 |                 |
| Compétition                       | Vainqueur       |
| Championnat d'Islande de football | Valur Reykjavik |
| Coupe d'Islande de football       | Fram Reykjavik  |
| Supercoupe d'Islande de football  | Fram Reykjavik  |

| Qualifications européennes                   |                 |
| Coupe d'Europe des clubs champions 1988-1989 | Qualifié        |
| 1er tour                                     | Valur Reykjavik |
| Coupe des Coupes 1988-1989                   | Qualifié        |
| 1er tour                                     | Fram Reykjavik  |
| Coupe UEFA 1988-1989                         | Qualifié        |
| 1er tour                                     | ÍA Akranes      |

| Promotion et relégation |                                         |
| Relégués en 2. Deild    | Víðir Garður FH Hafnarfjörður           |
| Promus en 1. Deild      | Vikingur Reykjavik Leiftur Ólafsfjörður |

## Meilleurs buteurs
| # | Buteurs                | Clubs             | Nb de Buts |
| - | ---------------------- | ----------------- | ---------- |
| 1 | Petur Ormslev          | Fram Reykjavik    | 12         |
| 2 | Halldor Askelsson      | þor Akureyri      | 9          |
| 3 | Petur Petursson        | KR Reykjavik      | 8          |
| 3 | Jonas Hallgrimsson     | Völsungur Húsavík | 8          |
| 3 | Sveinbjörn Hakonarsson | ÍA Akranes        | 8          |